# Cumbre del G-20 de Nueva Delhi
La cumbre del G20 de 2023 en Deli fue la decimoctava reunión del G20. Se llevó a cabo los días 9 y 10 de septiembre de 2023 en Nueva Deli. La presidencia de India comenzará el 1 de diciembre de 2022, antes de la cumbre en el cuarto trimestre de 2023. La ceremonia de entrega de la presidencia se llevó a cabo como un evento íntimo, en el que el presidente de Indonesia, Joko Widodo, transfirió el mazo de la presidencia del G20 al primer ministro indio, Narendra Modi, al cierre de la cumbre de Bali.

## Participantes

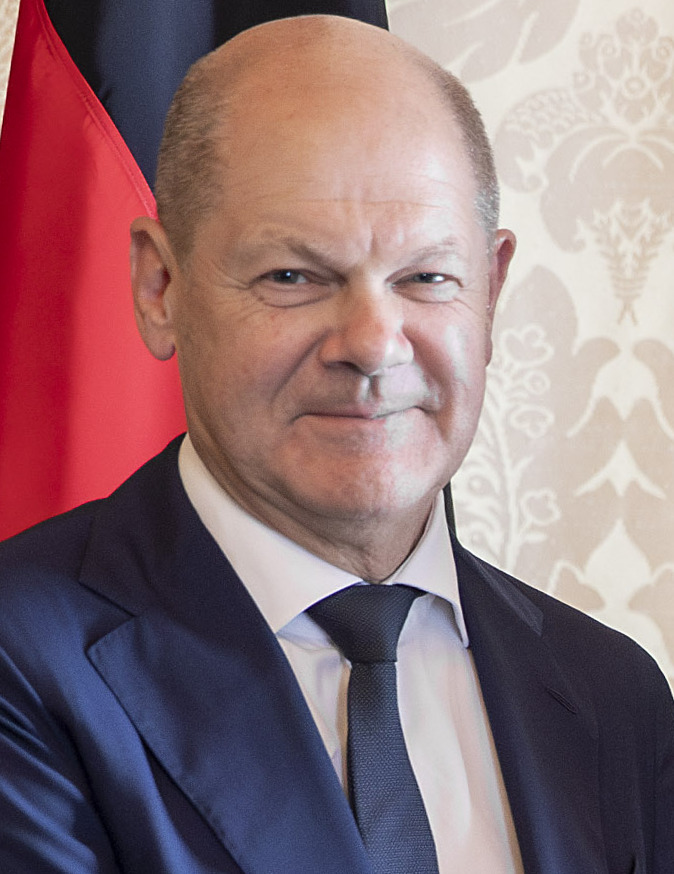
DEU Olaf Scholz, Canciller
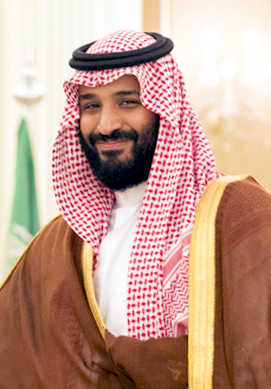
SAU Mohammed bin Salman, Príncipe heredero
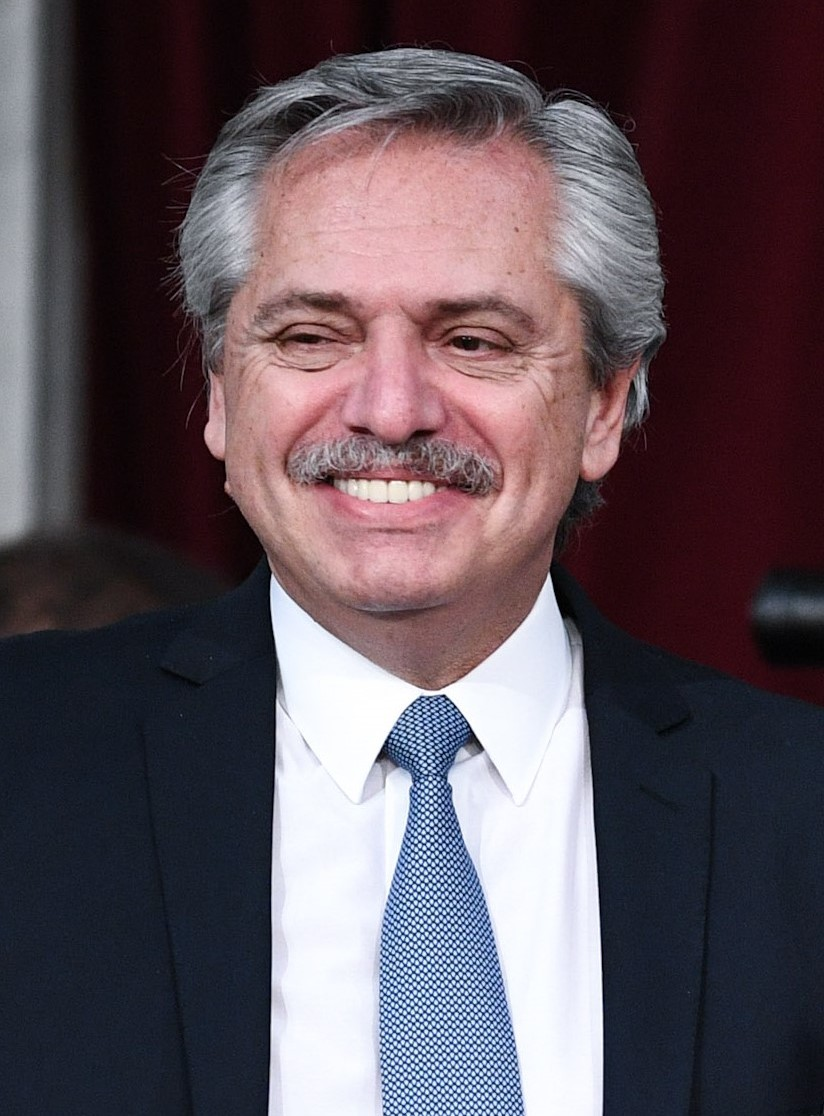
ARG Alberto Fernández, Presidente
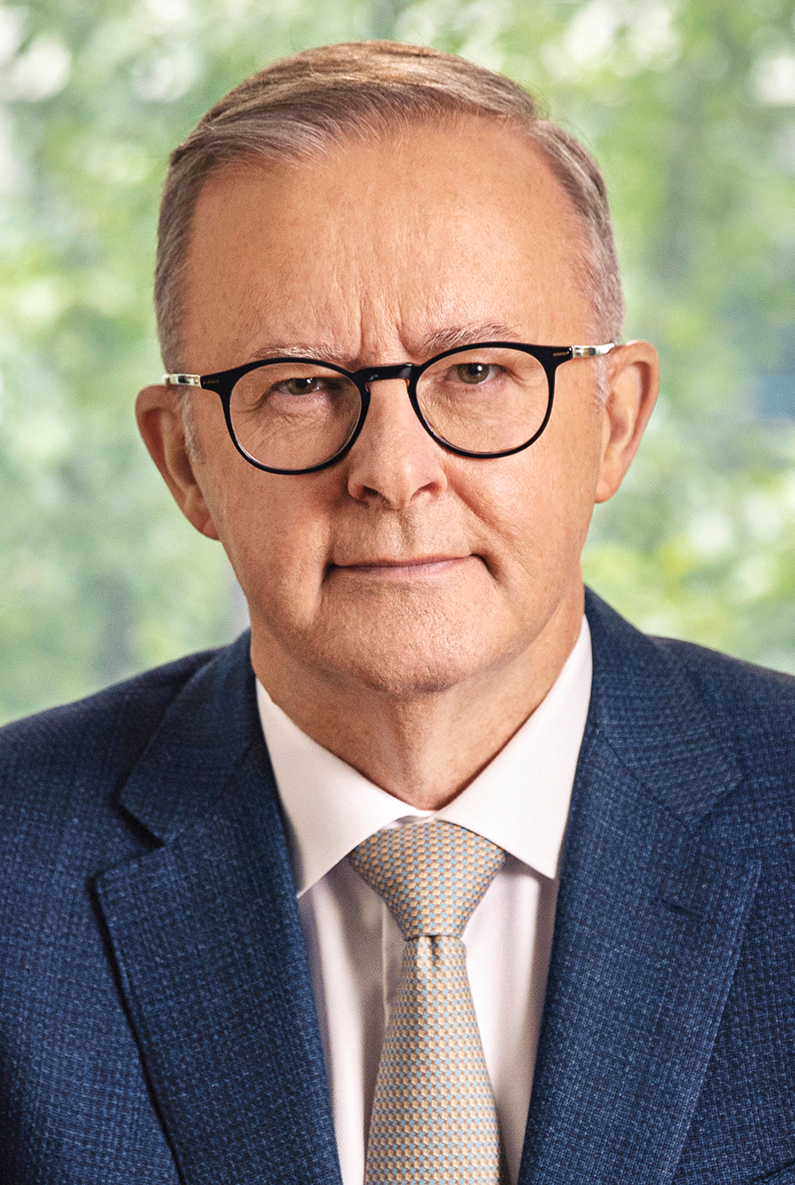
AUS Anthony Albanese, Primer Ministro
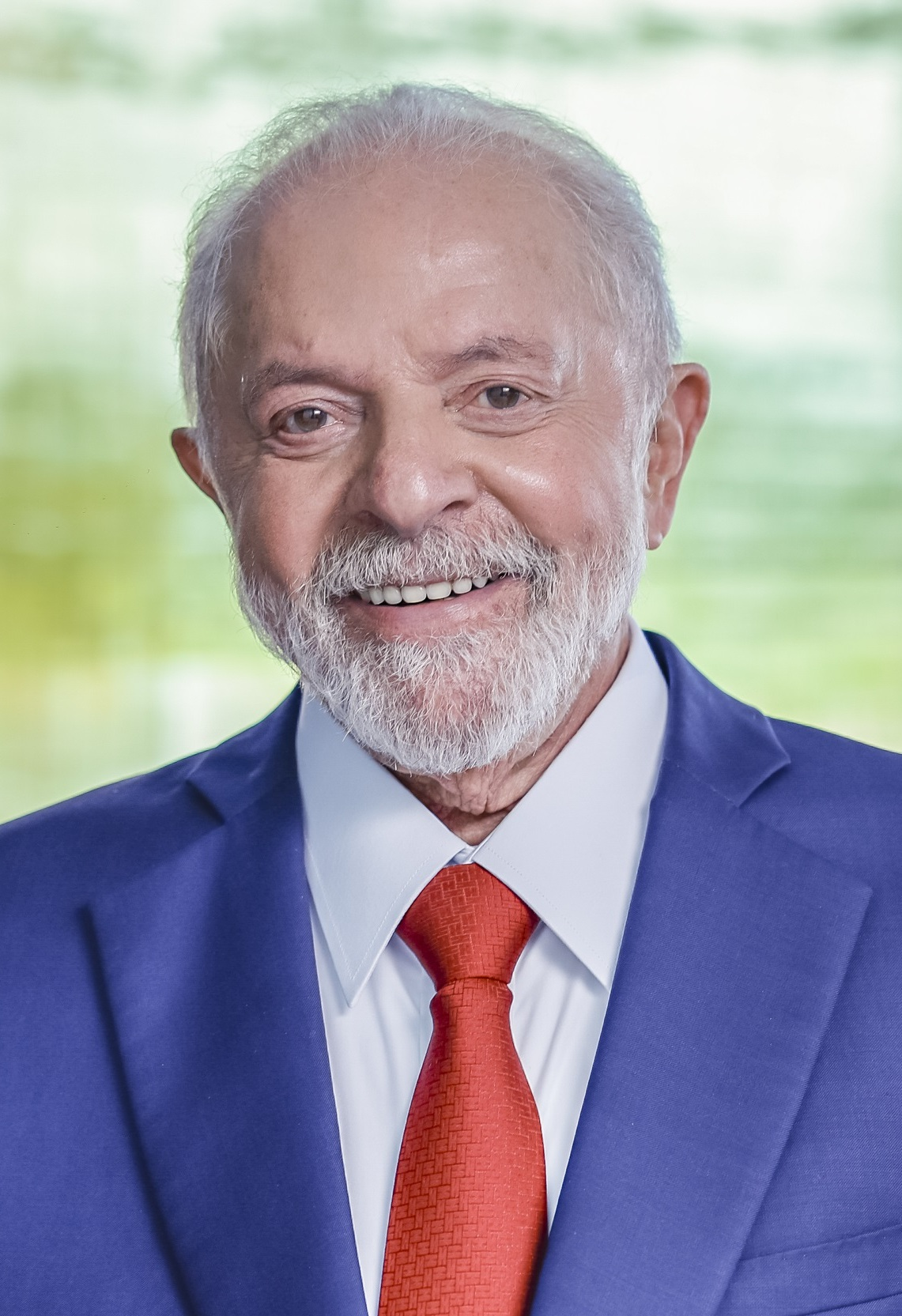
BRA Luiz Inácio Lula da Silva, Presidente
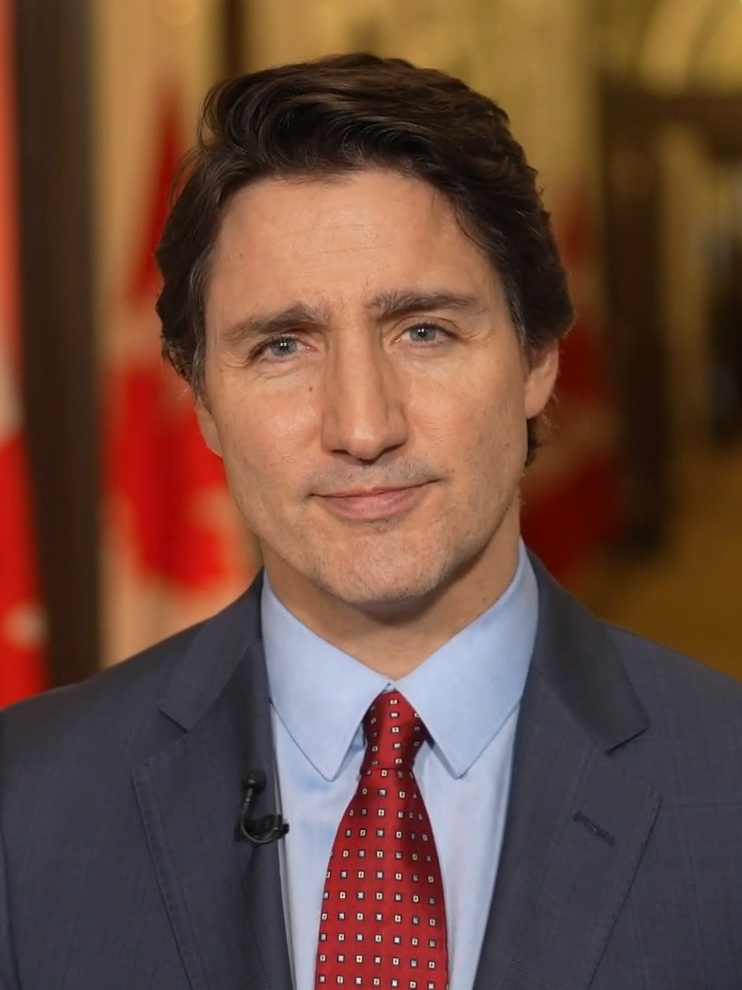
CAN Justin Trudeau, Primer ministro
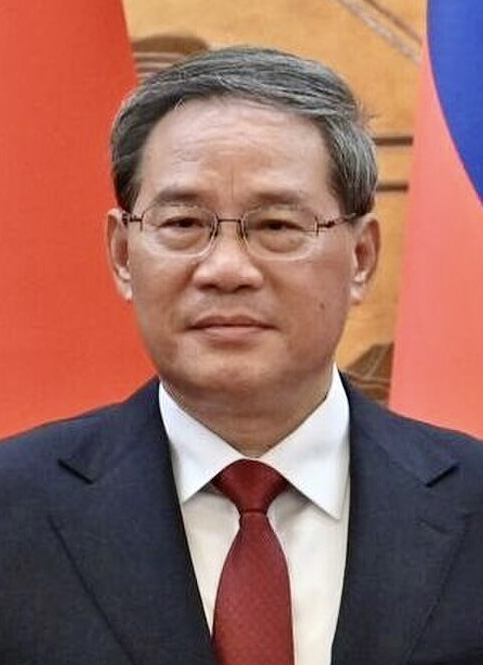
CHN Li Qiang, Primer ministro
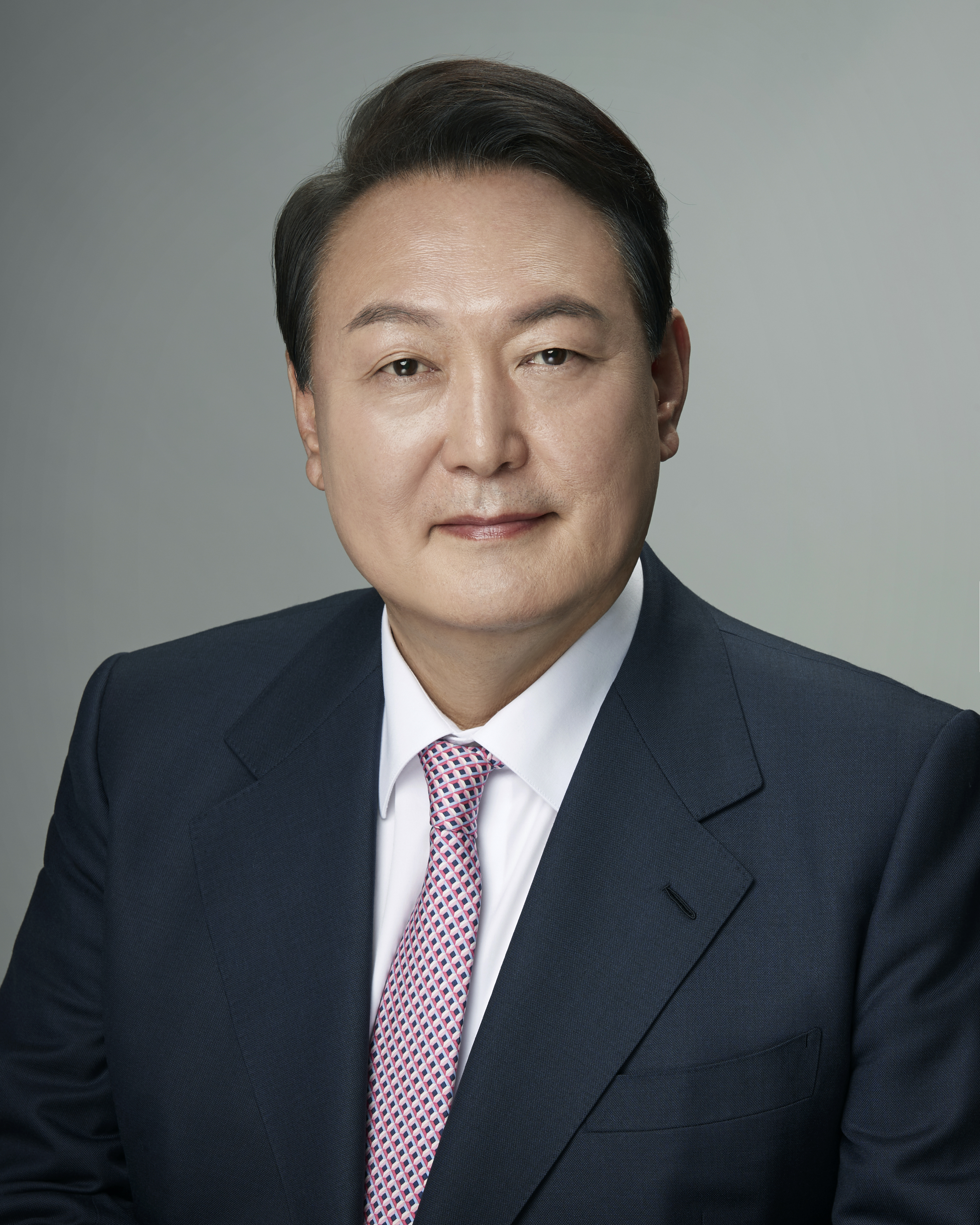
KOR Yoon Suk-yeol, Presidente
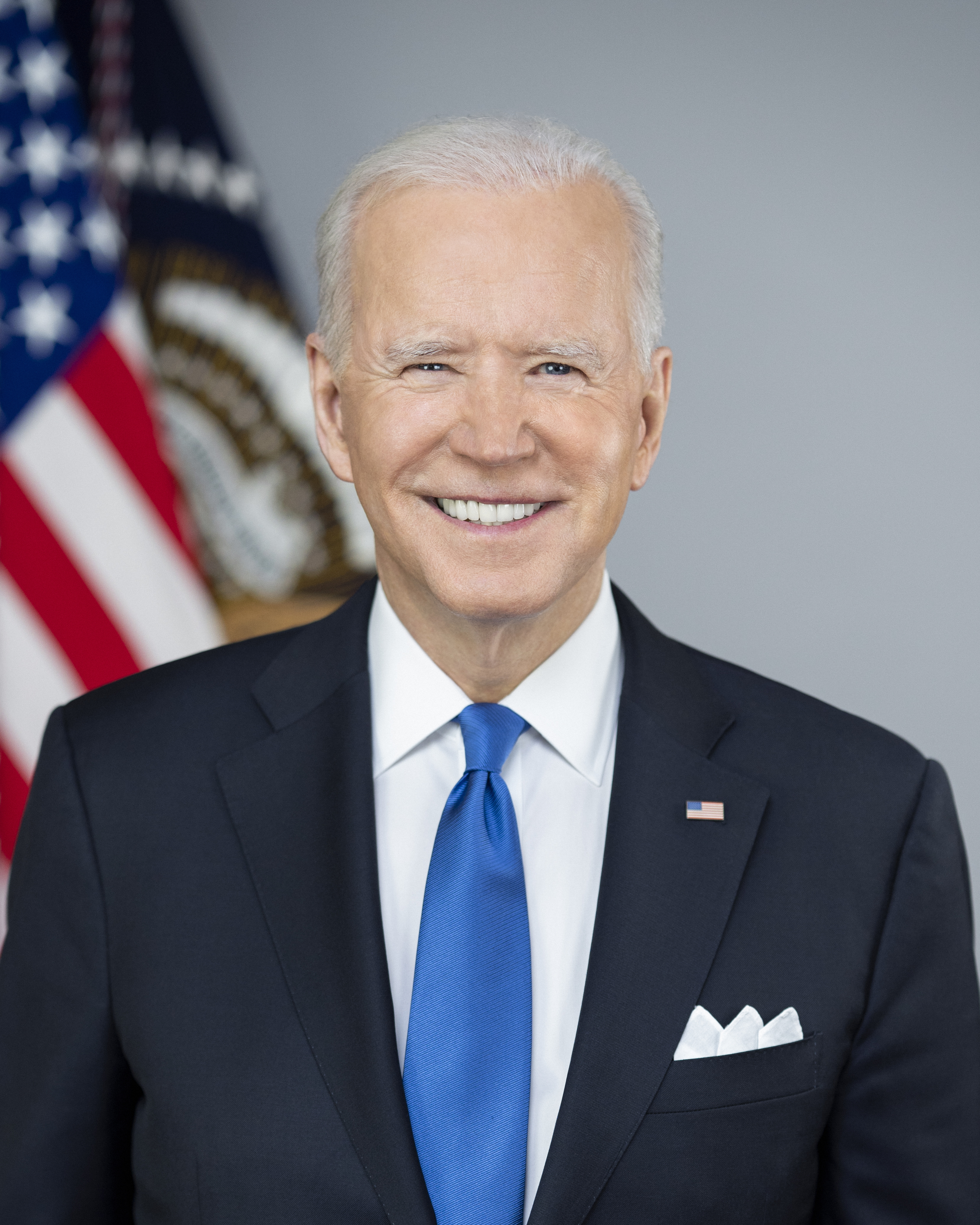
USA Joe Biden, Presidente
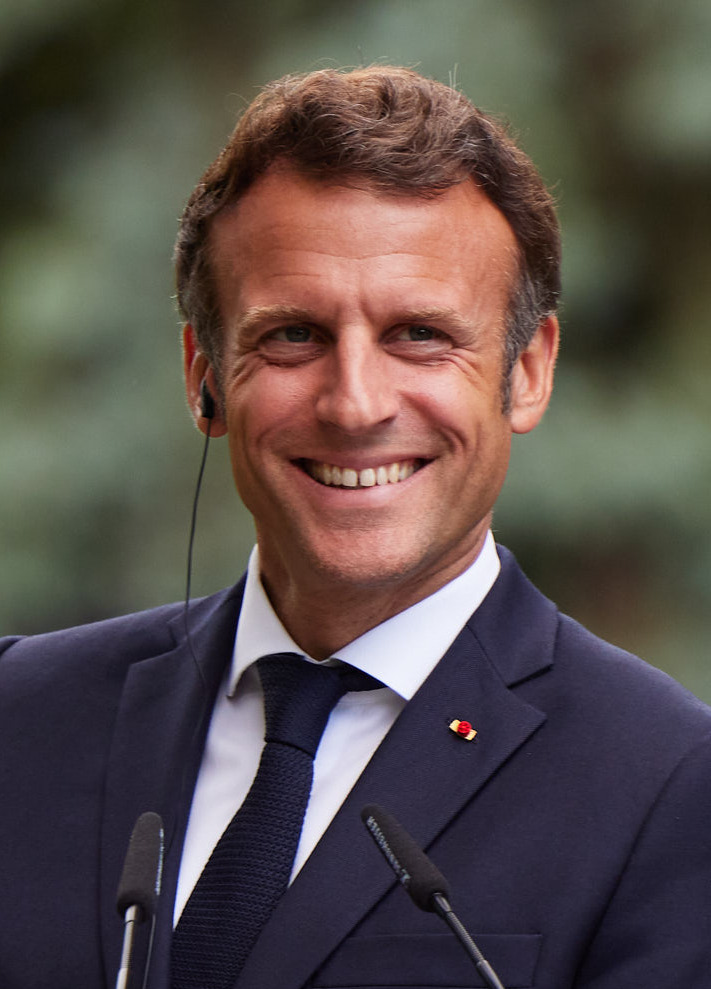
FRA Emmanuel Macron, Presidente
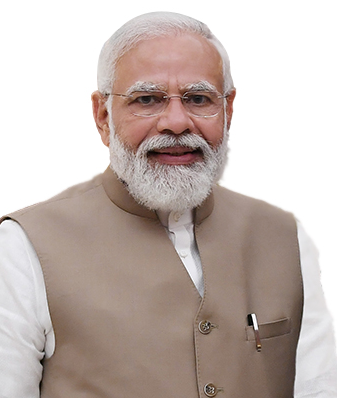
Narendra Modi, Primer ministro (Anfitrión)
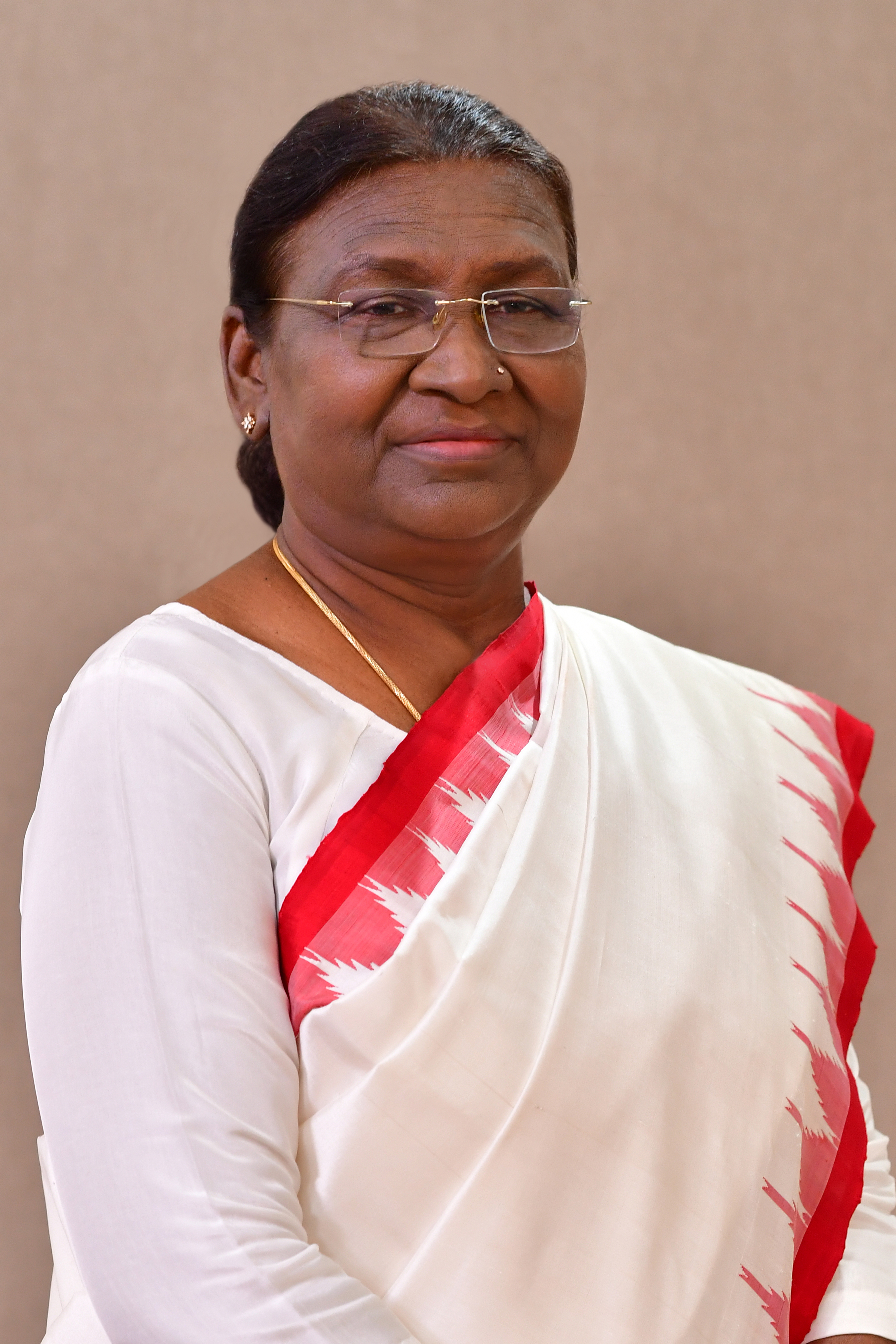
Draupadi Murmu, Presidenta (Anfitriona)
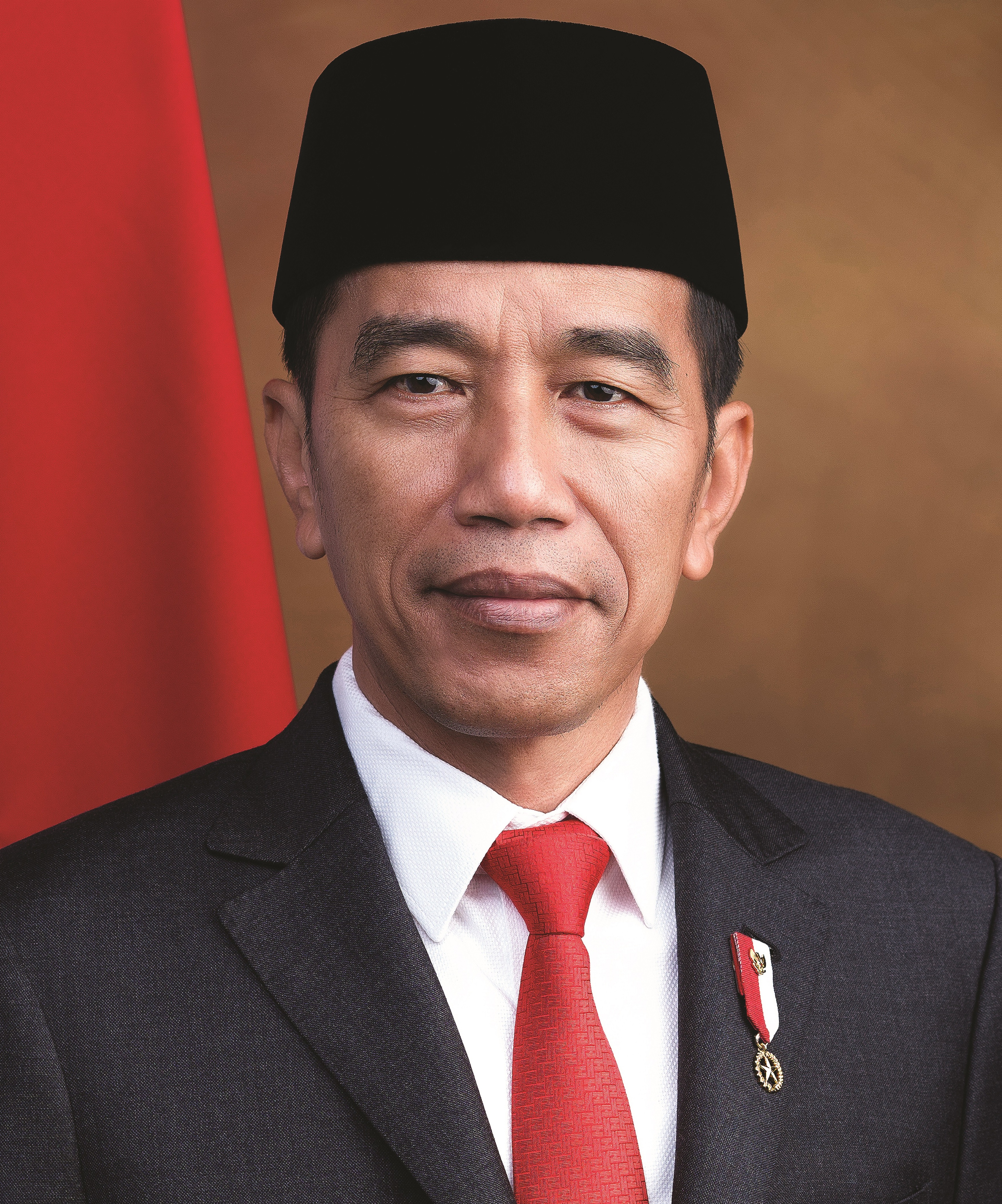
IDN Joko Widodo, Presidente
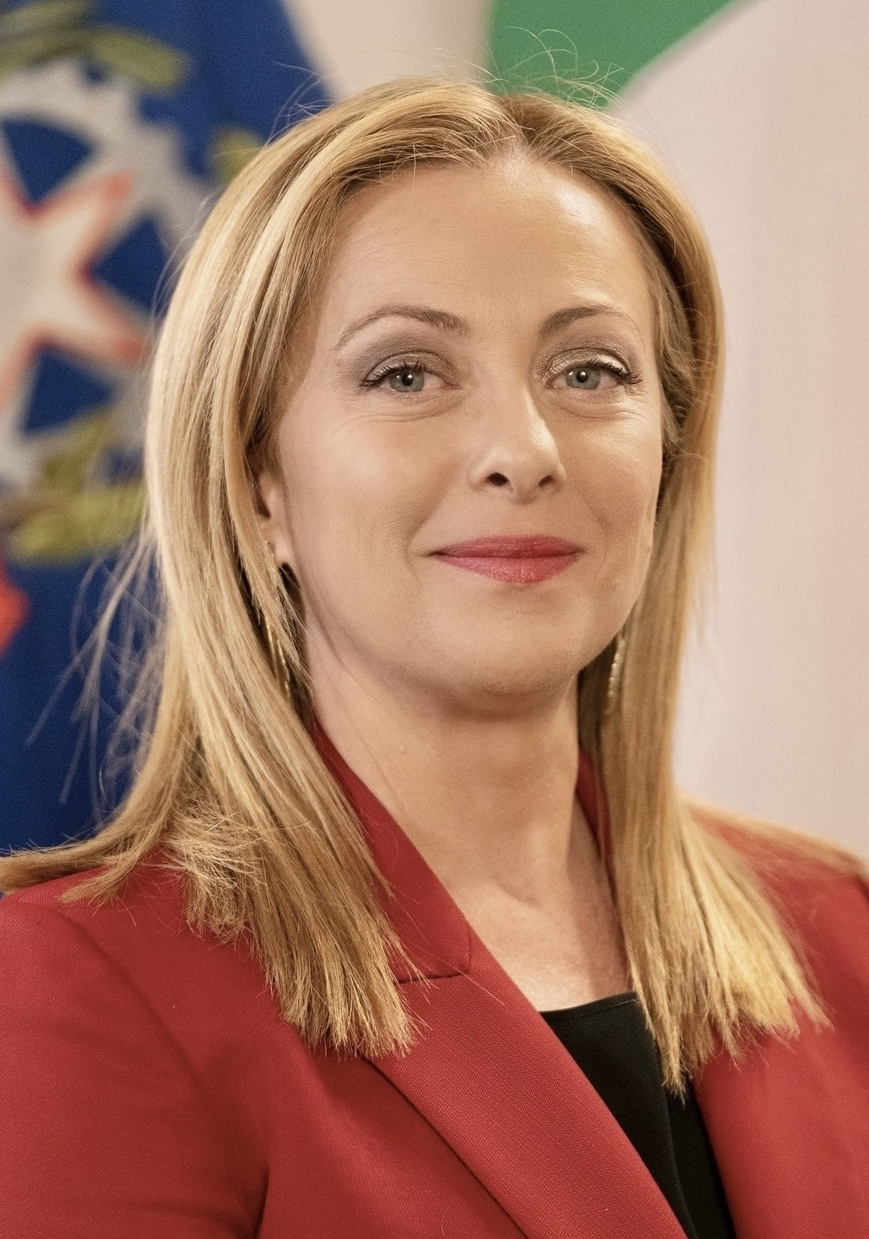
ITA Giorgia Meloni, Primera Ministra
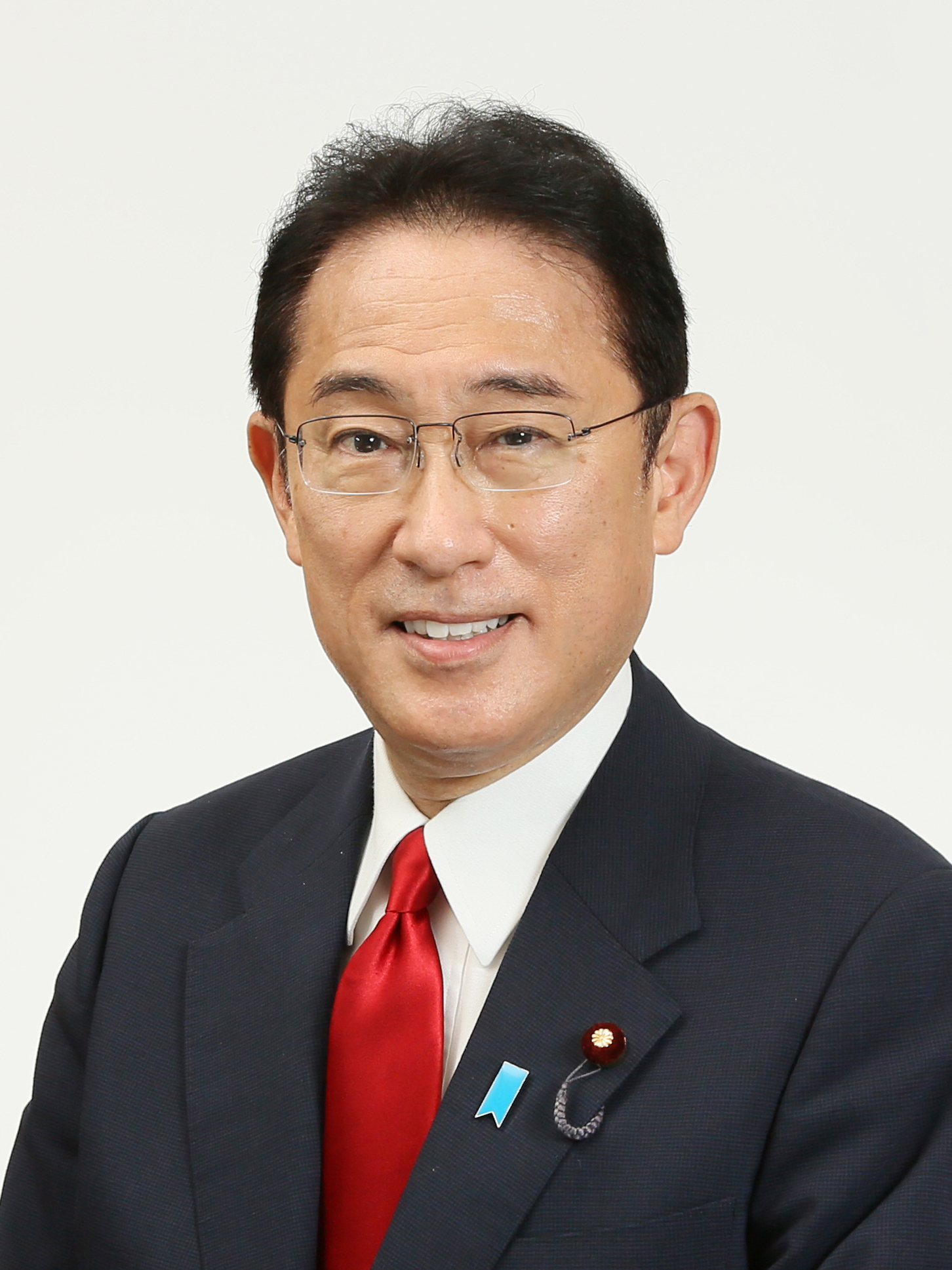
JPN Fumio Kishida, Primer Ministro
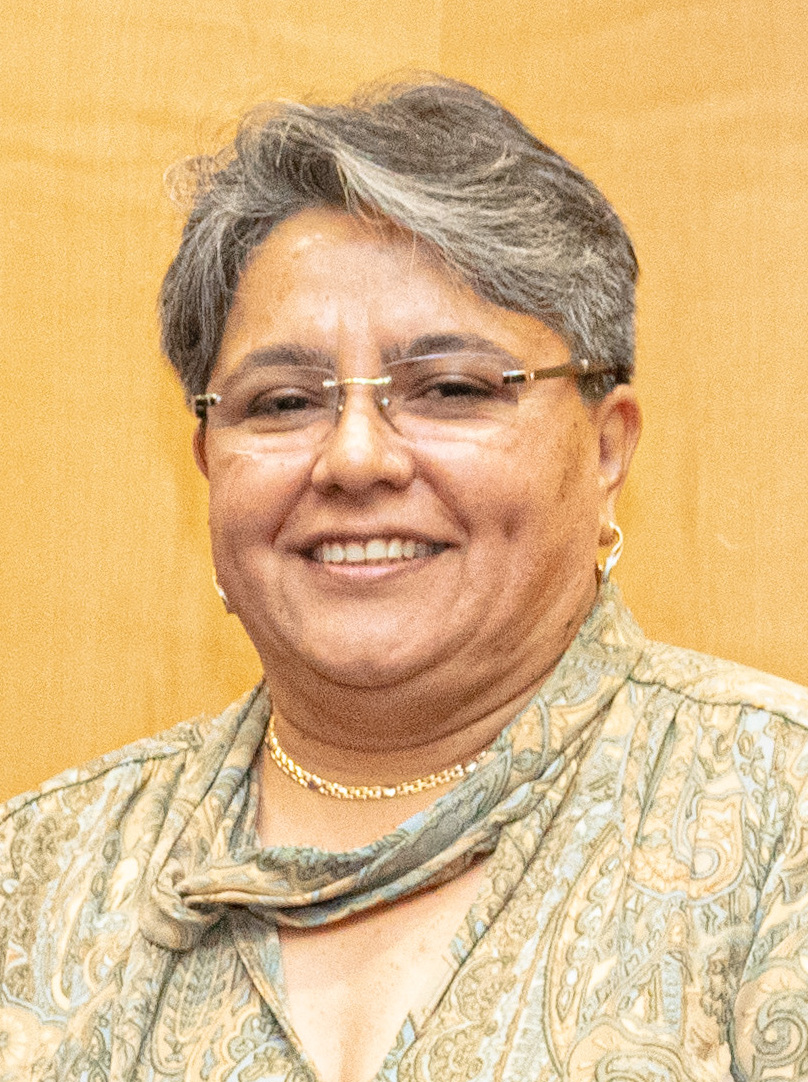
MEX Raquel Buenrostro Sánchez, Secretaria de Economía
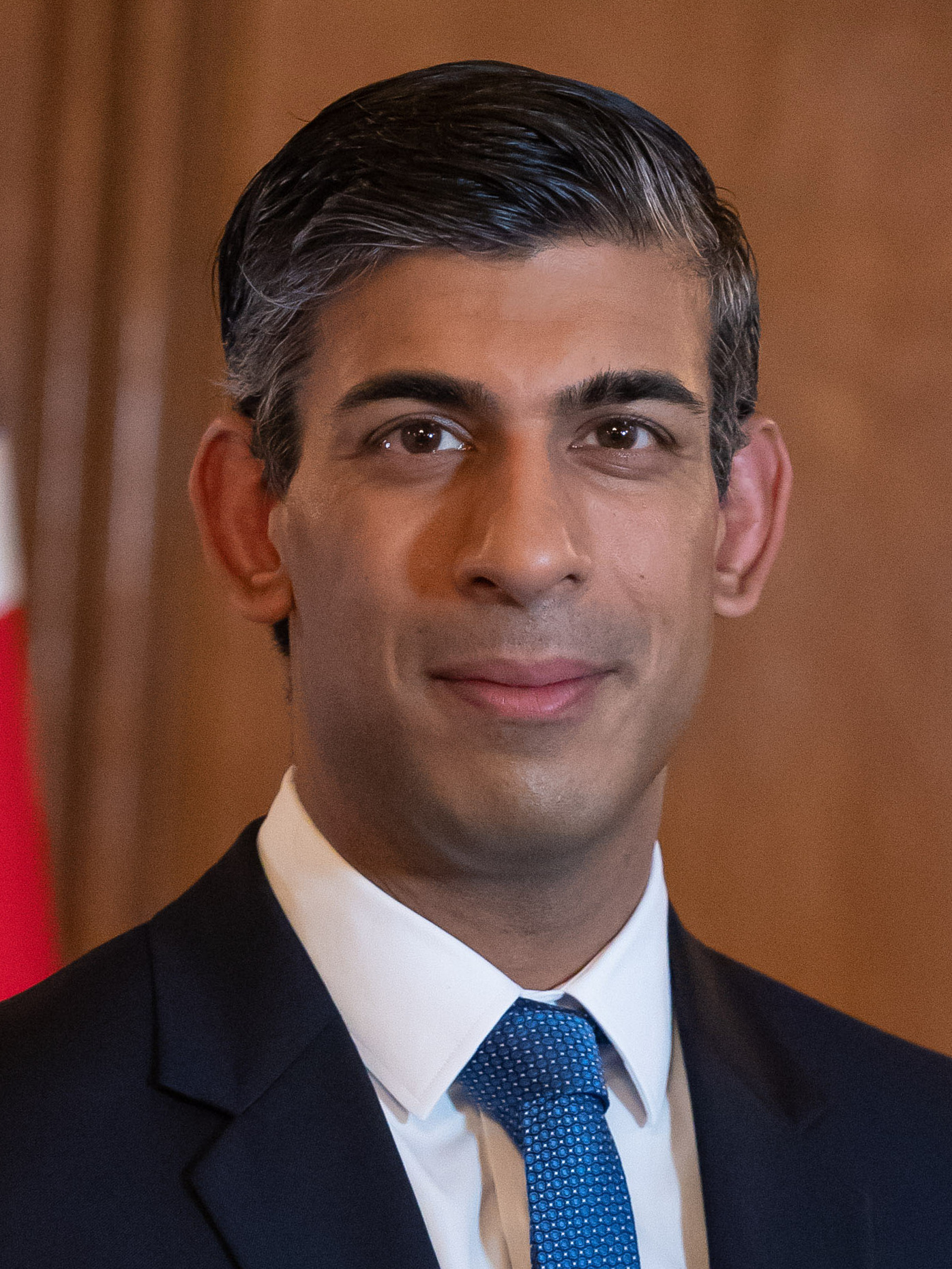
' Rishi Sunak, Primer Ministro
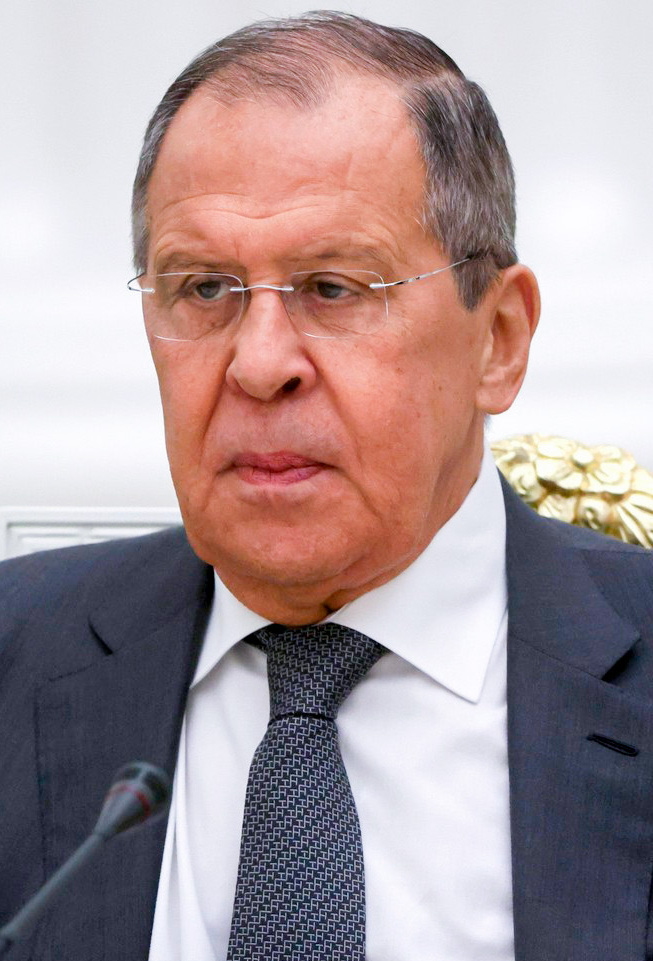
Serguéi Lavrov, Ministro de Asuntos Exteriores
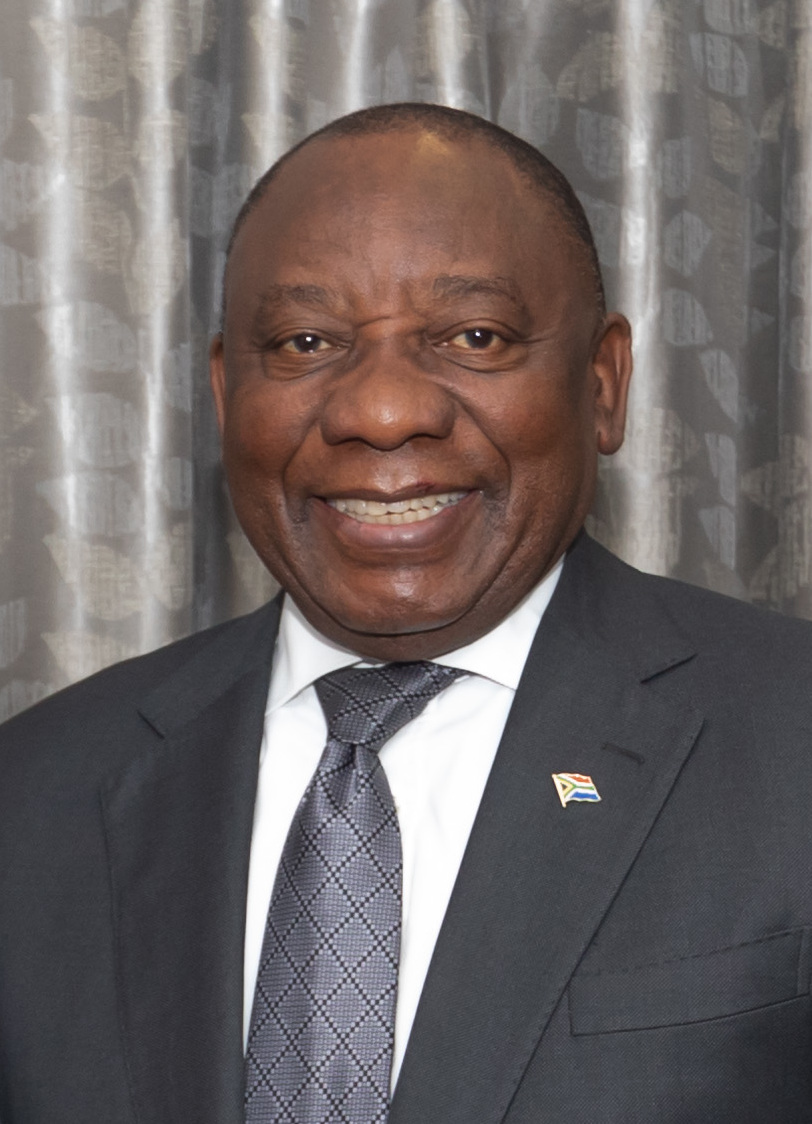
RSA Cyril Ramaphosa, Presidente
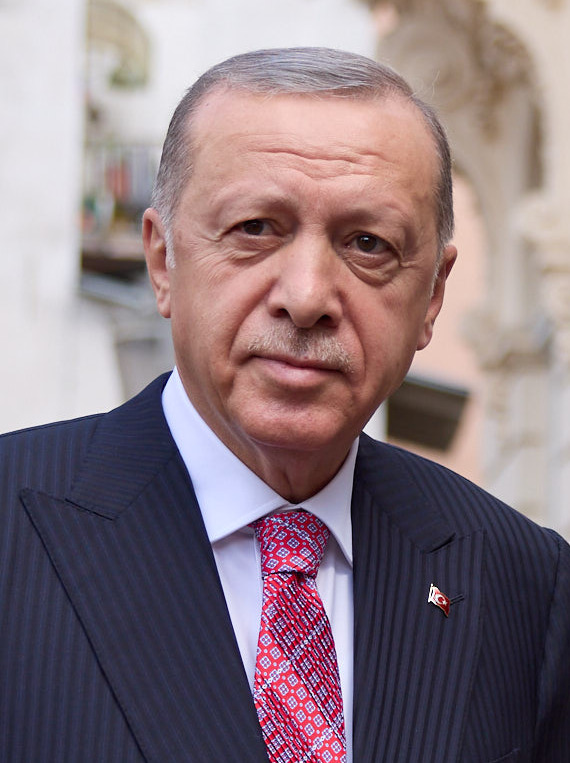
TUR Recep Tayyip Erdoğan, Presidente
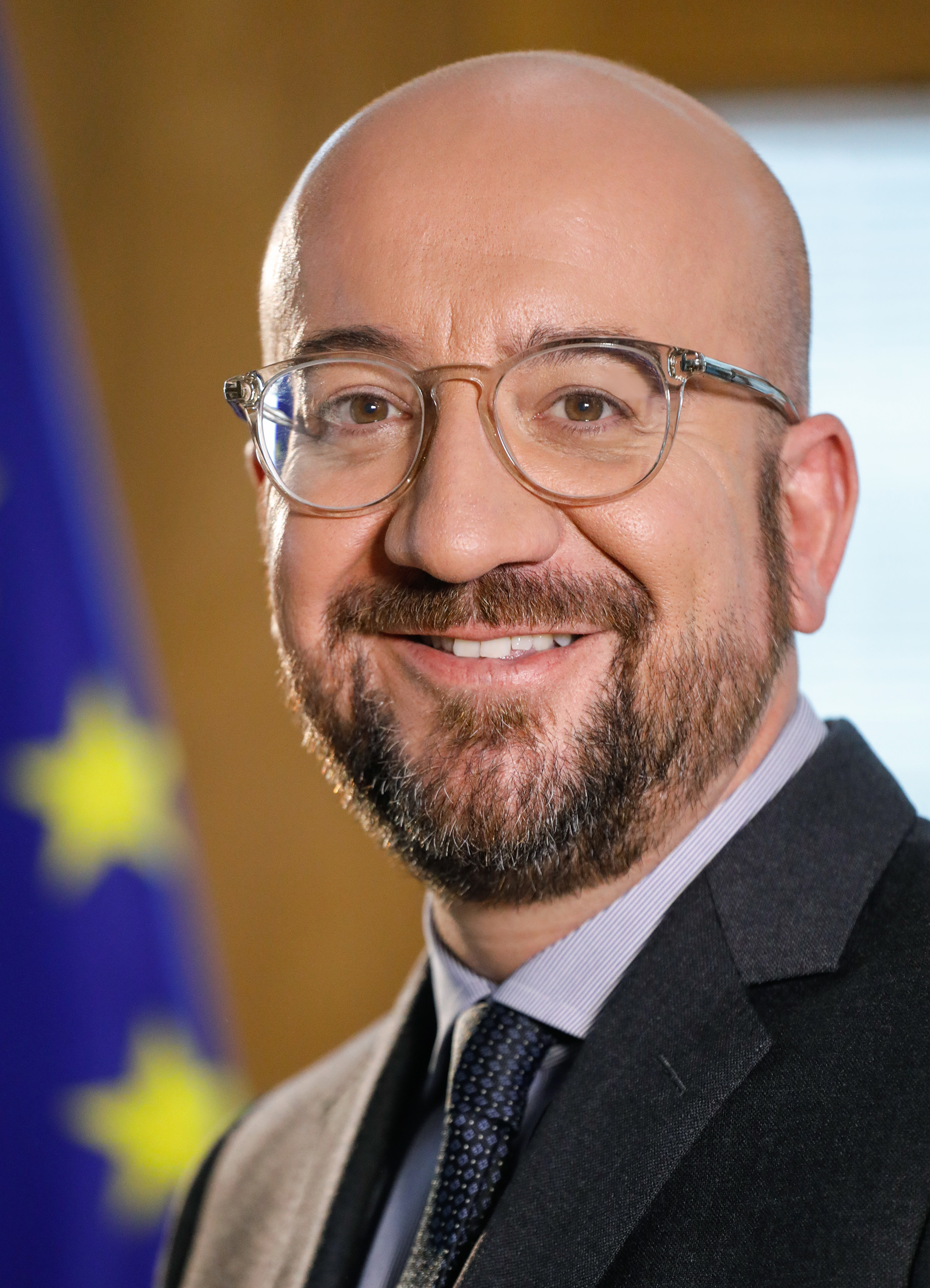
' Charles Michel, Presidente del Consejo Europeo
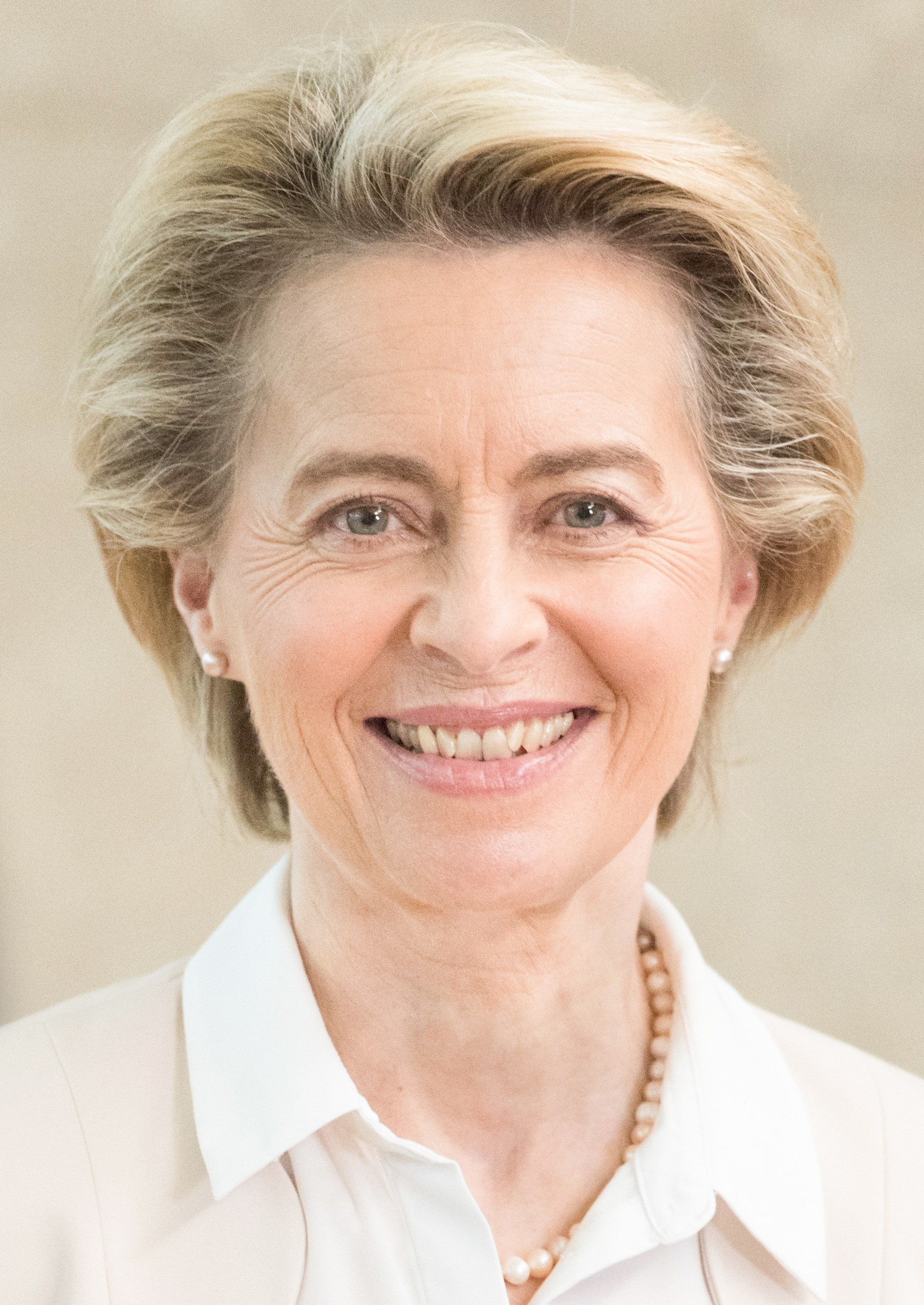
' Ursula von der Leyen, Presidente de la Comisión Europea

- Alemania
Olaf Scholz, Canciller
- Arabia Saudita
Mohammed bin Salman, Príncipe heredero
- Argentina
Alberto Fernández, Presidente
- Australia
Anthony Albanese, Primer Ministro
- Brasil
Luiz Inácio Lula da Silva, Presidente
- Canadá
Justin Trudeau, Primer ministro
- China
Li Qiang, Primer ministro
- Corea del Sur
Yoon Suk-yeol, Presidente
- Estados Unidos
Joe Biden, Presidente
- Francia
Emmanuel Macron, Presidente
- India
Narendra Modi, Primer ministro (Anfitrión)
- India
Draupadi Murmu, Presidenta (Anfitriona)
- Indonesia
Joko Widodo, Presidente
- Italia
Giorgia Meloni, Primera Ministra
- Japón
Fumio Kishida, Primer Ministro
- México
Raquel Buenrostro Sánchez, Secretaria de Economía
- Reino Unido
Rishi Sunak, Primer Ministro
- Rusia
Serguéi Lavrov, Ministro de Asuntos Exteriores
- Sudáfrica
Cyril Ramaphosa, Presidente
- Turquía
Recep Tayyip Erdoğan, Presidente
- Unión Europea
Charles Michel, Presidente del Consejo Europeo
- Unión Europea
Ursula von der Leyen, Presidente de la Comisión Europea

## Invitados

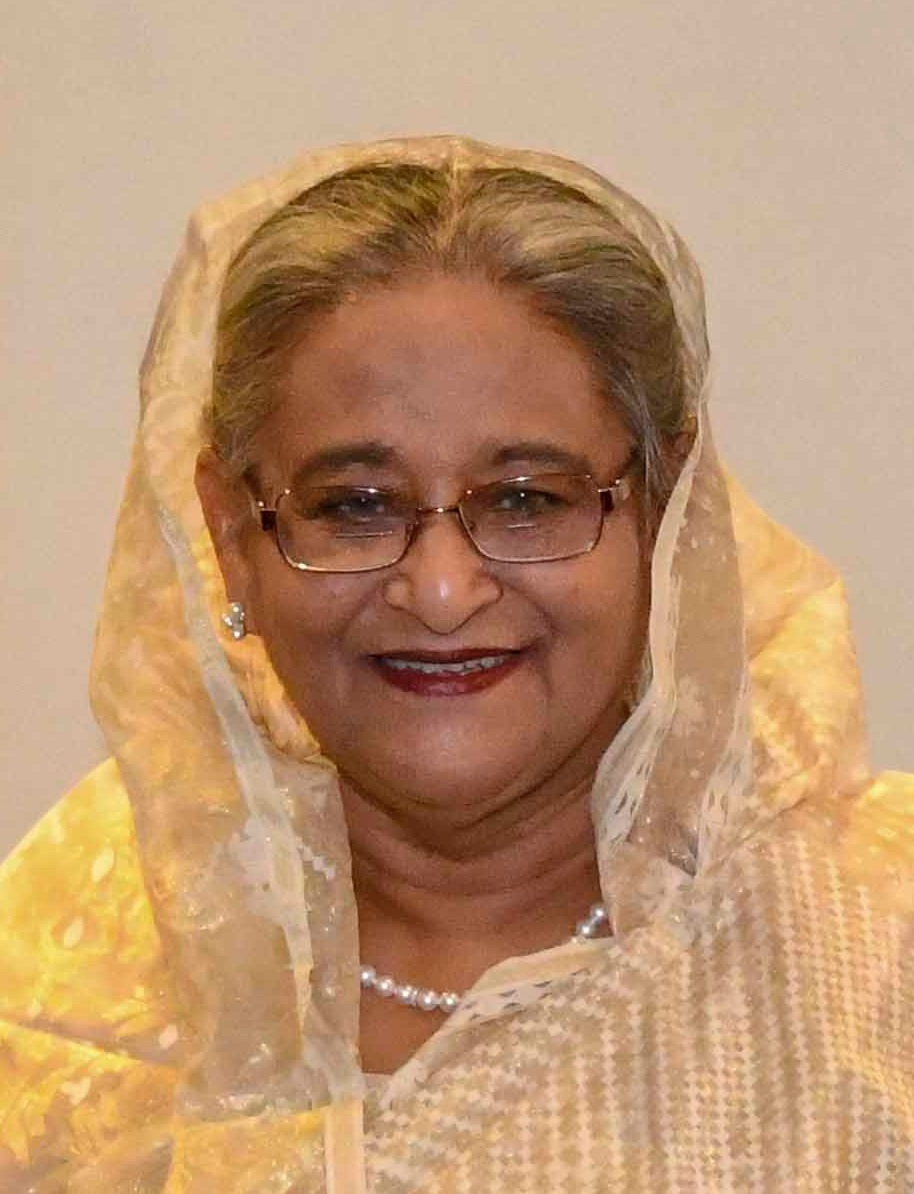
' Sheikh Hasina, Primera ministra, Invitada
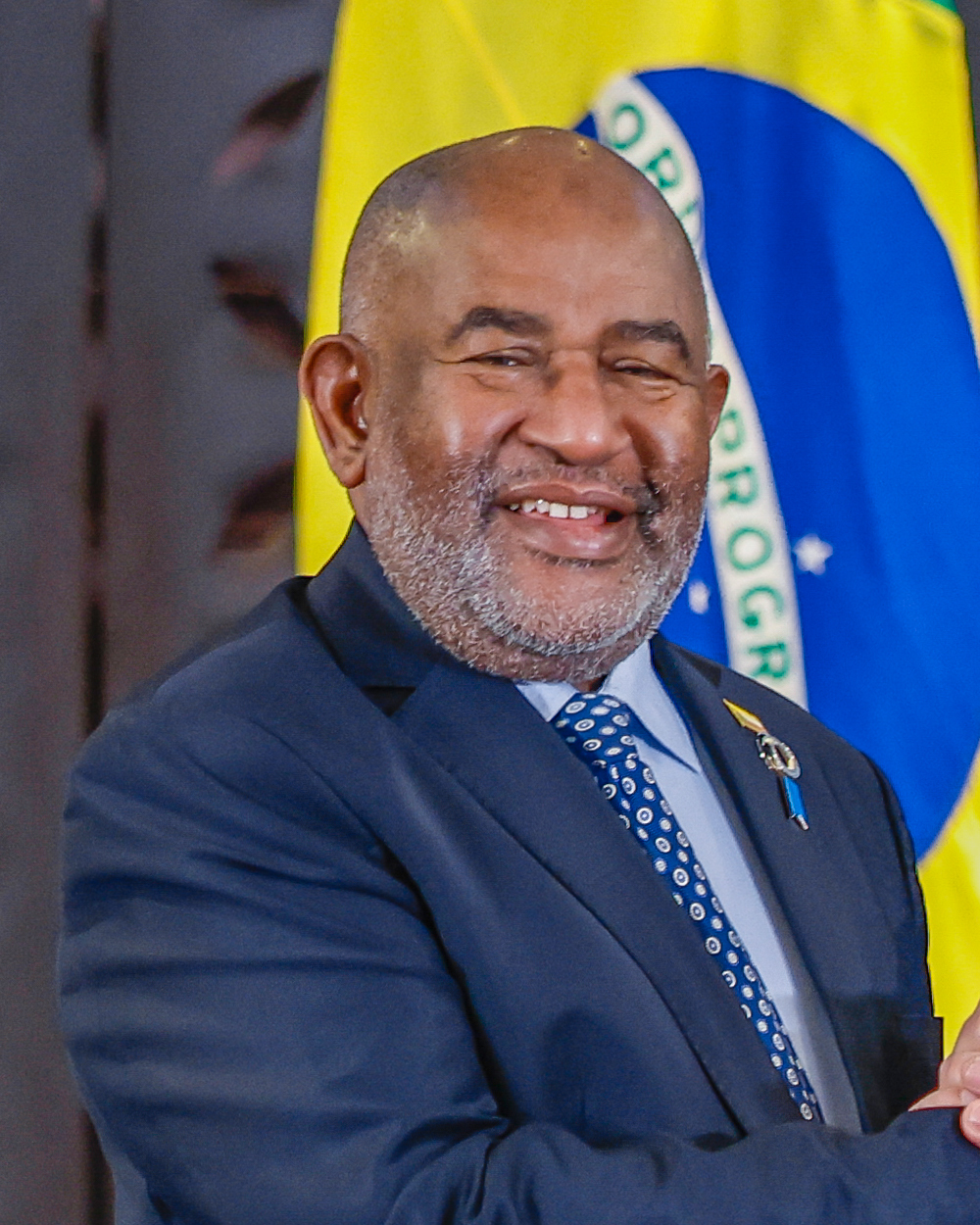
' Azali Assoumani, Presidente
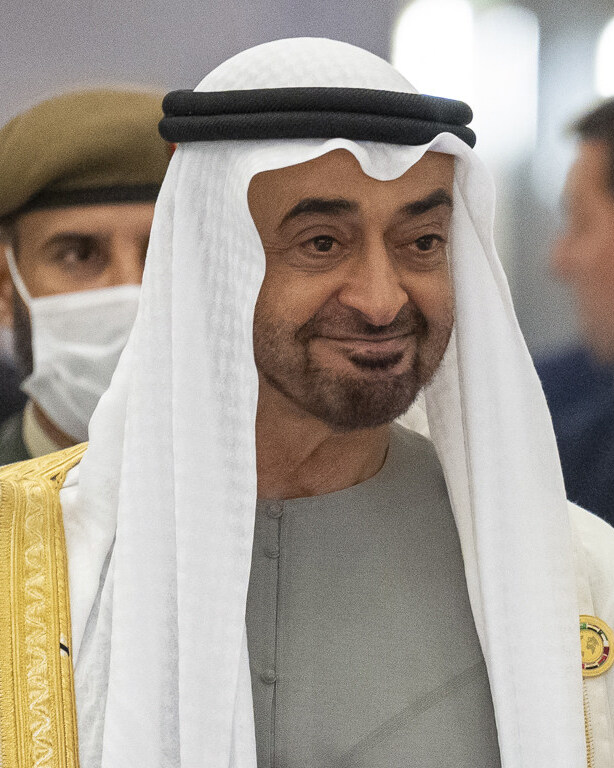
UAE Mohamed bin Zayed Al Nahayan, Presidente, Invitado
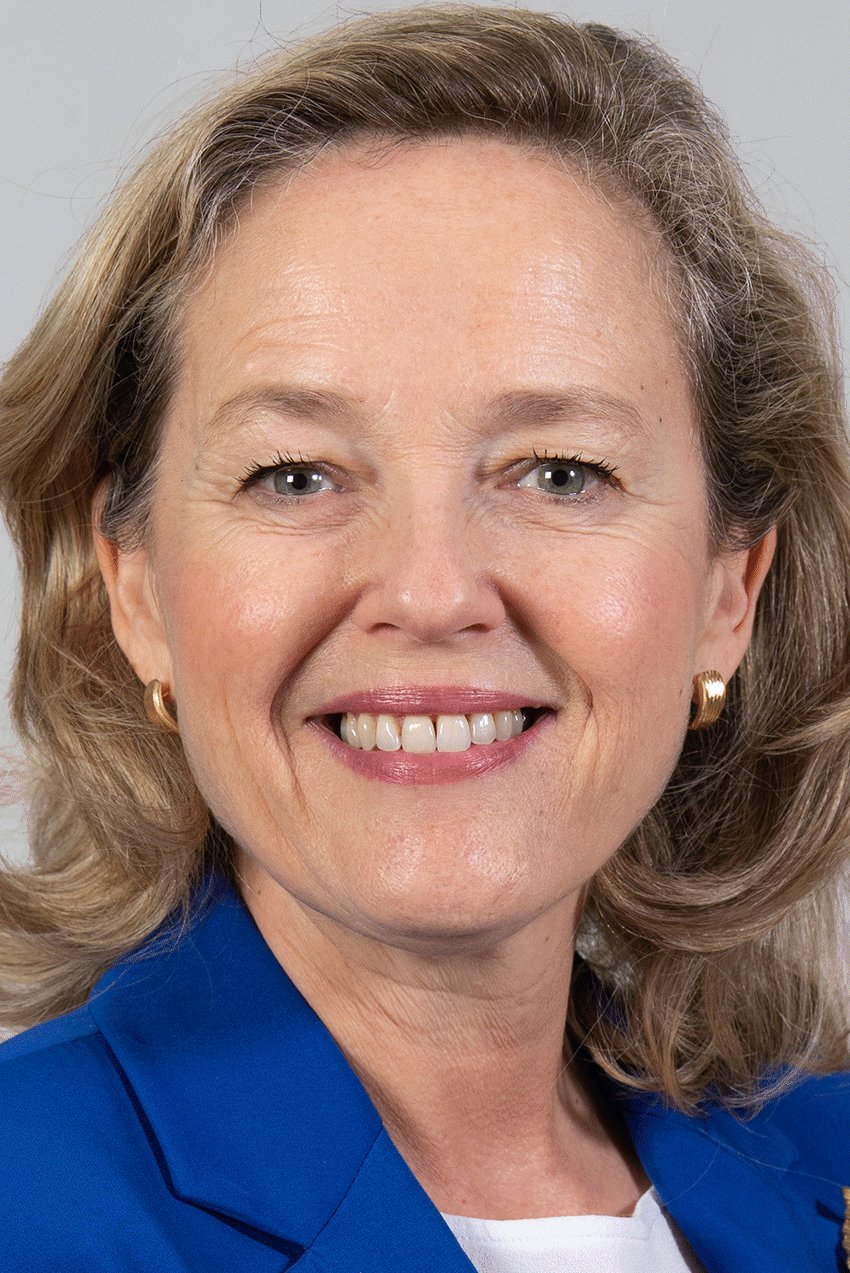
ESP Nadia Calviño, Vicepresidenta Primera del Gobierno, Invitada permanente
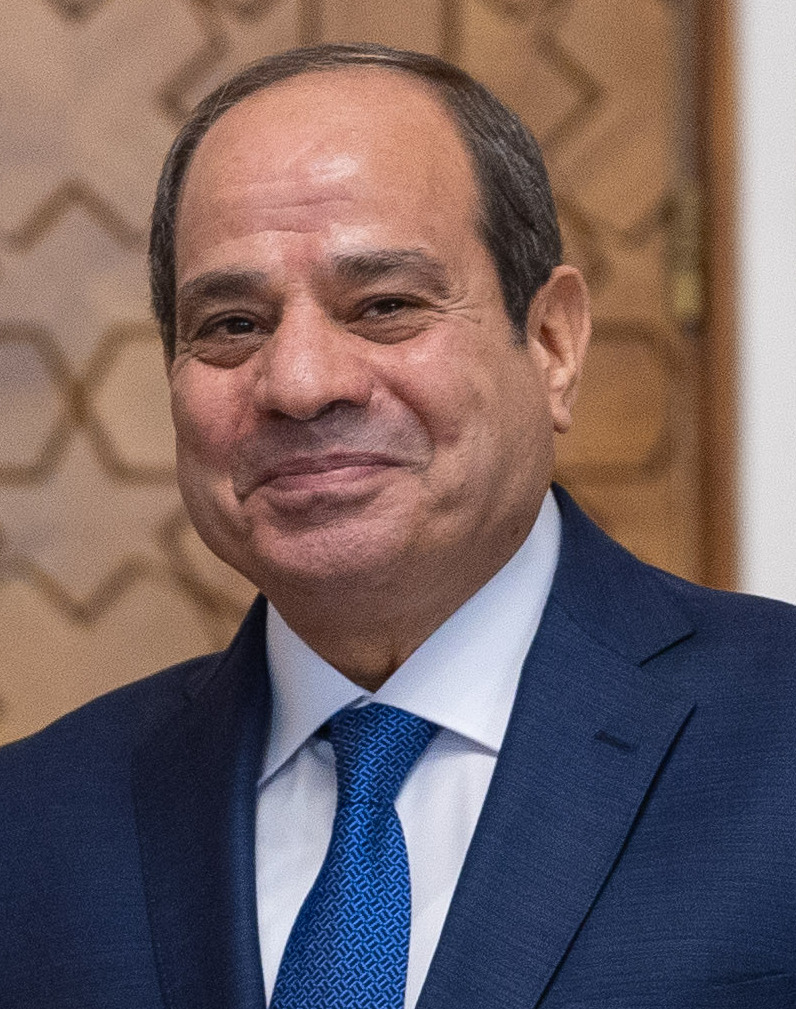
' Abdelfatah El-Sisi, Presidente, Invitado
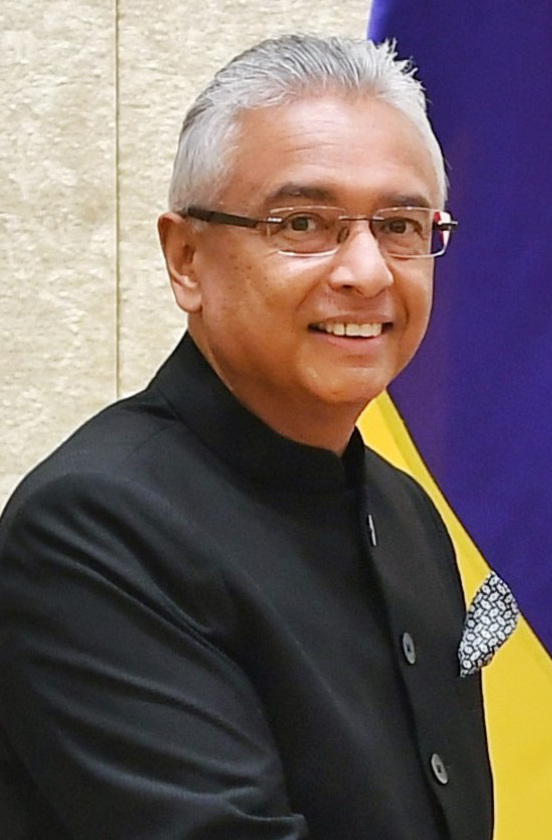
' Pravind Jugnauth, Primer Ministro, Invitado
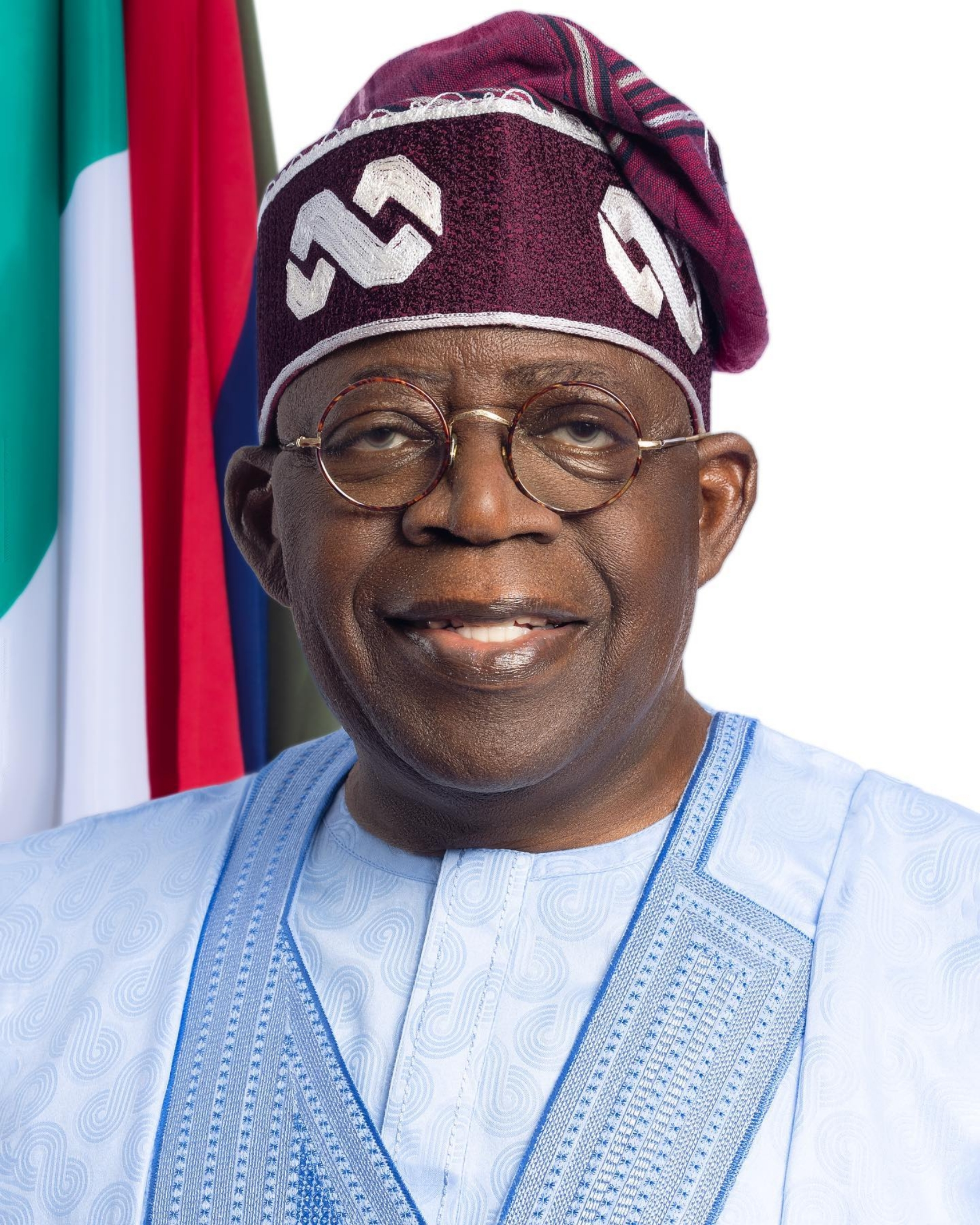
' Bola Tinubu, Presidente, Invitado
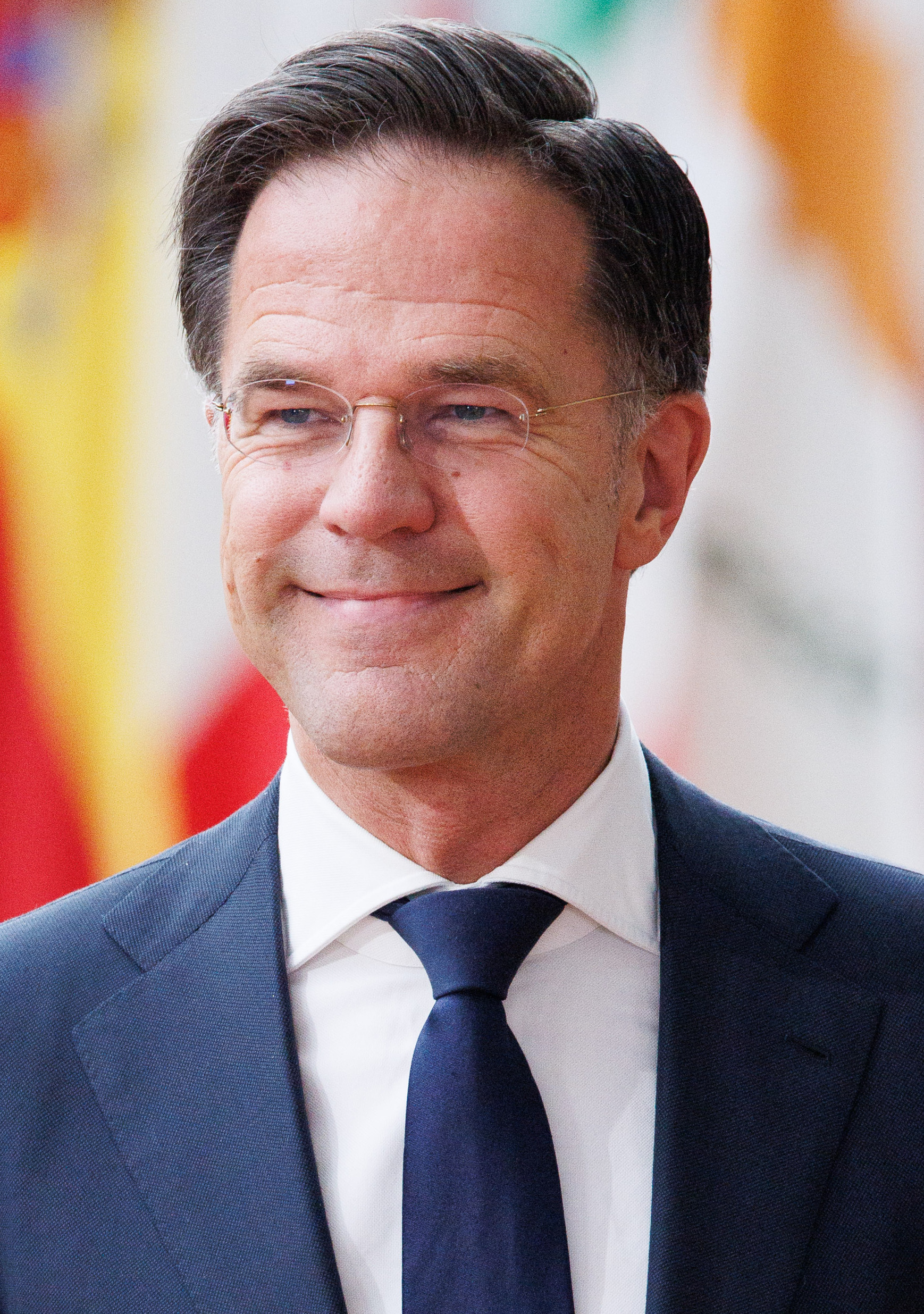
NLD Mark Rutte, Primer Ministro, Invitado
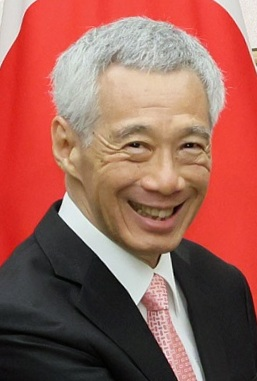
SGP Lee Hsien Loong, Primer Ministro, Invitado
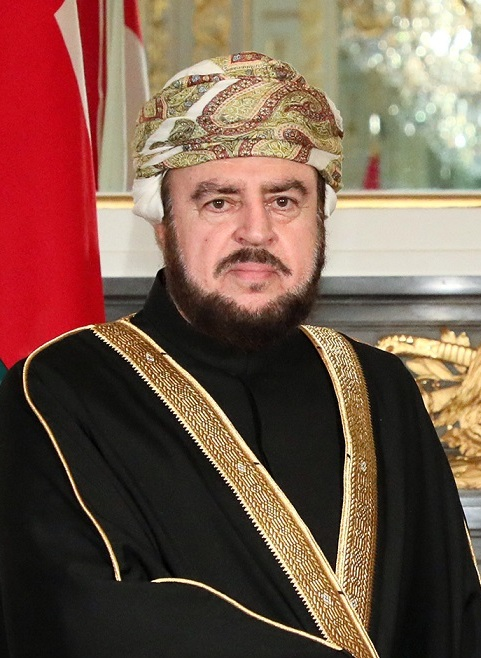
' Asa'ad bin Tariq, Viceprimer ministro, Invitado

- Bangladés
Sheikh Hasina, Primera ministra, Invitada
- Comoras
Azali Assoumani, Presidente
- Emiratos Árabes Unidos
Mohamed bin Zayed Al Nahayan, Presidente, Invitado
- España
Nadia Calviño, Vicepresidenta Primera del Gobierno, Invitada permanente[6]
- Egipto
Abdelfatah El-Sisi, Presidente, Invitado
- Mauricio
Pravind Jugnauth, Primer Ministro, Invitado
- Nigeria
Bola Tinubu, Presidente, Invitado
- Países Bajos
Mark Rutte, Primer Ministro, Invitado
- Singapur
Lee Hsien Loong, Primer Ministro, Invitado
- Omán
Asa'ad bin Tariq, Viceprimer ministro, Invitado

## Invitados de organizaciones internacionales participantes

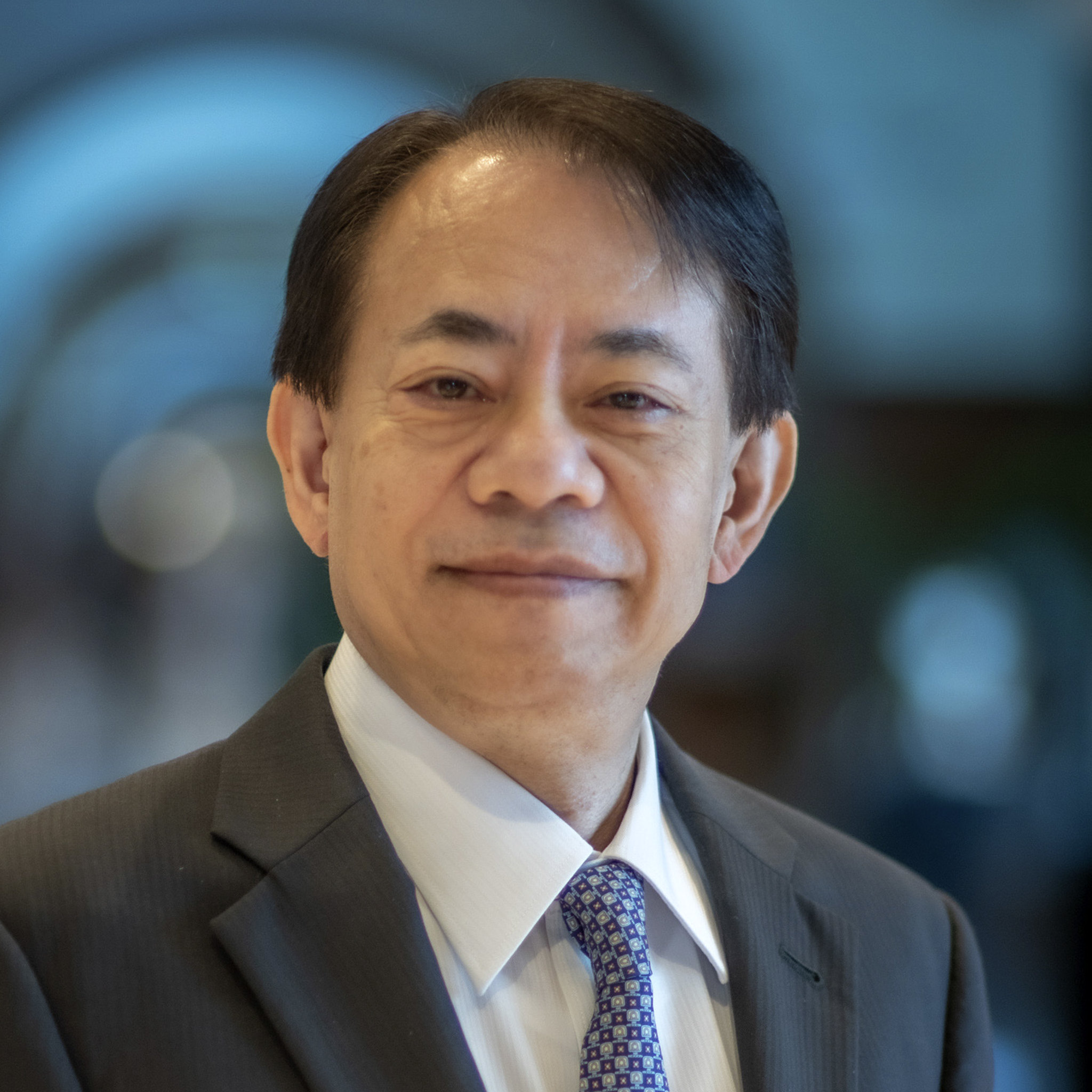
Banco Asiático de Desarrollo Masatsugu Asakawa, Presidente
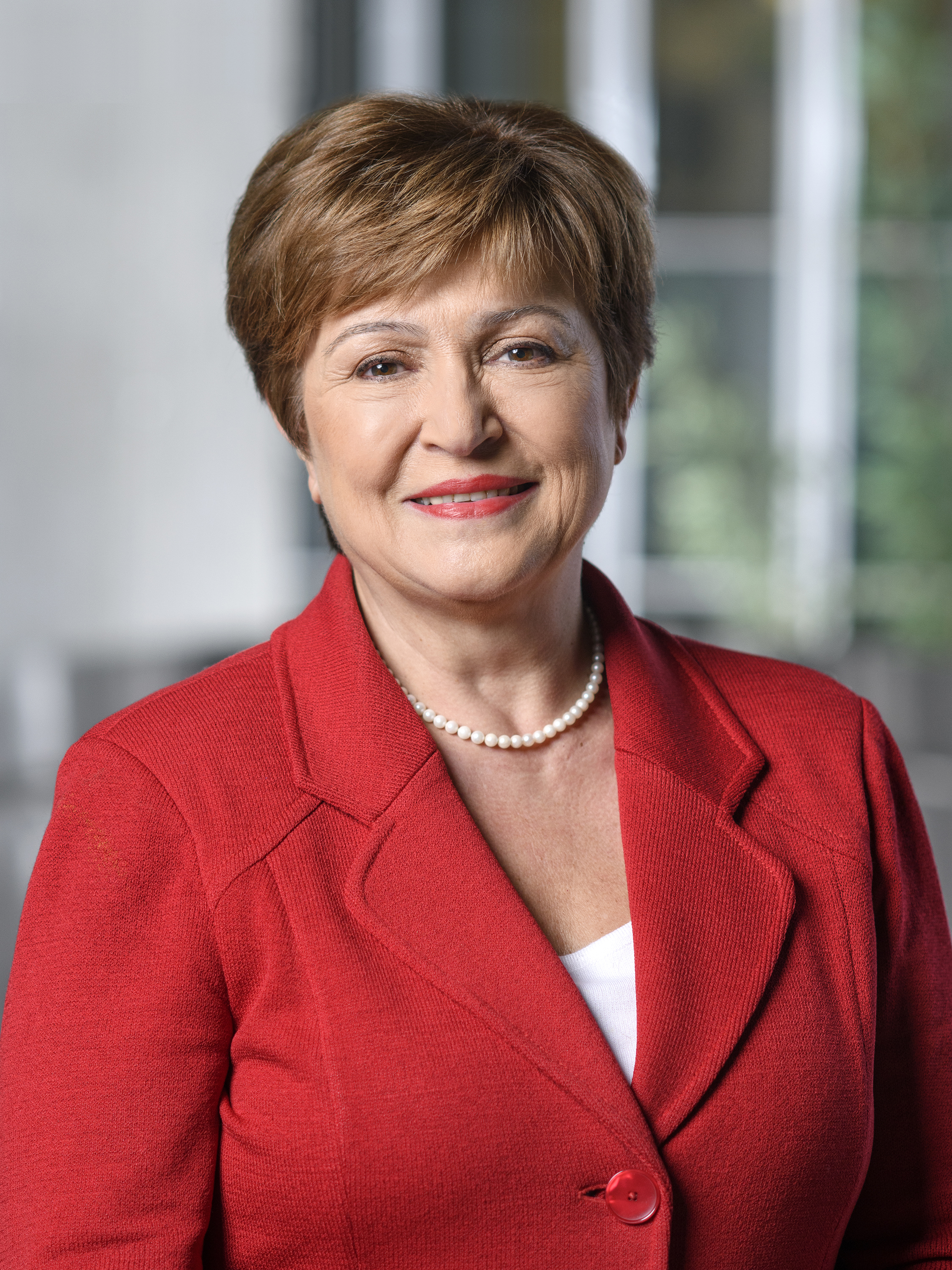
Fondo Monetario Internacional Kristalina Georgieva, Directora gerente
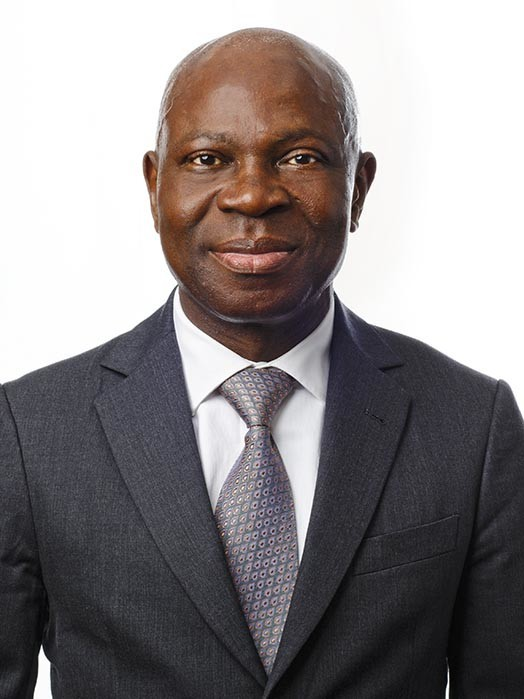
Organización Internacional del Trabajo Gilbert Houngbo, Director general
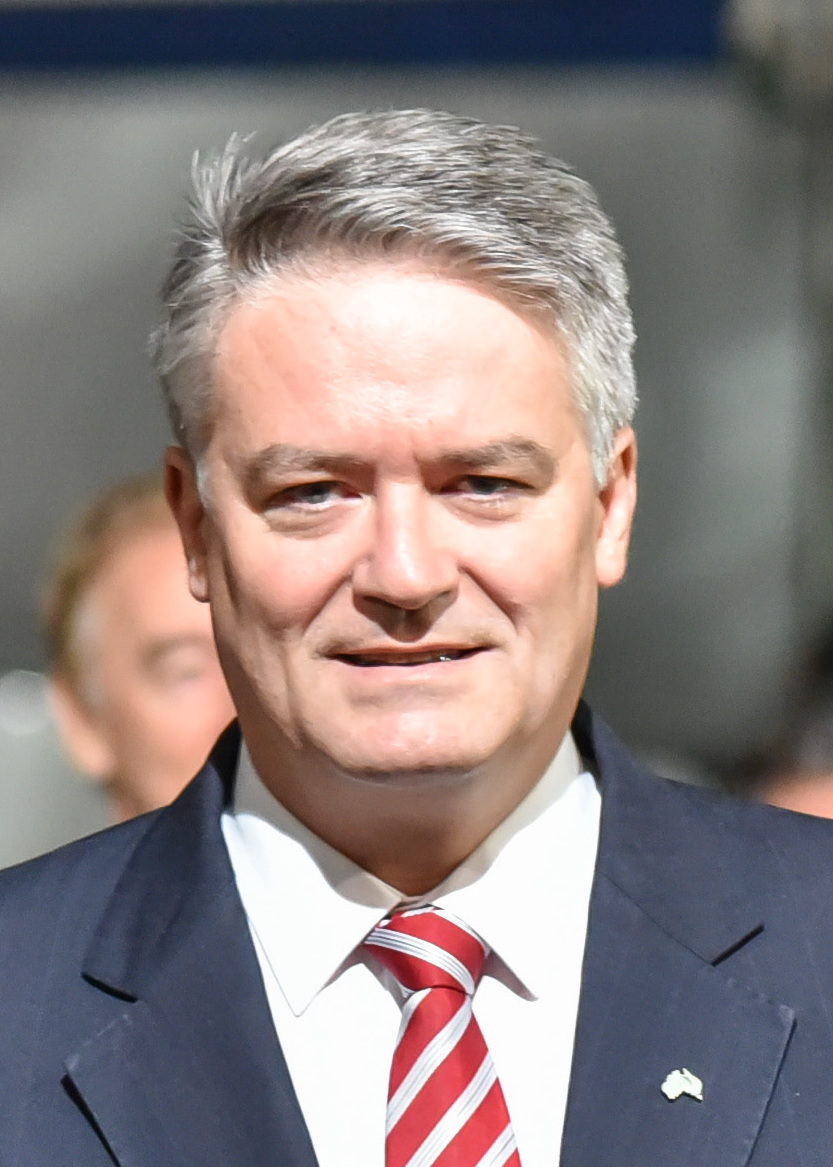
Organización para la Cooperación y el Desarrollo Económicos Mathias Cormann, Secretario general
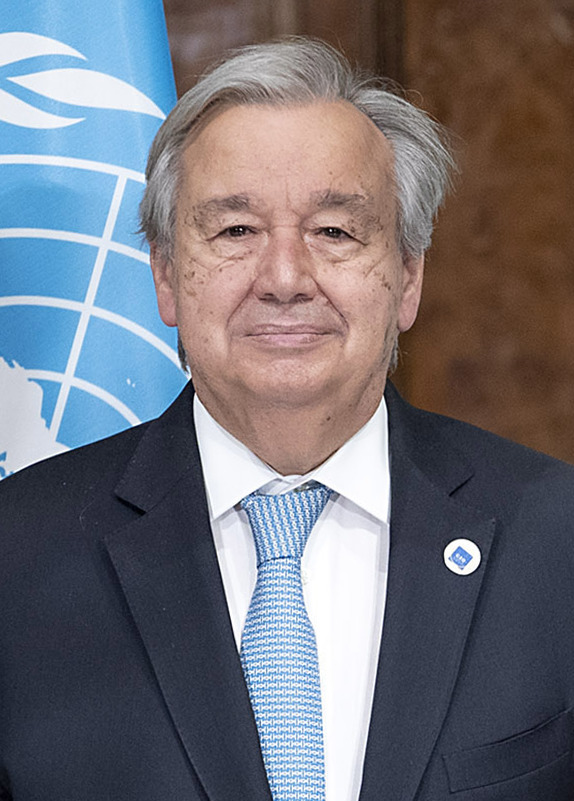
Organización de las Naciones Unidas António Guterres, Secretari general
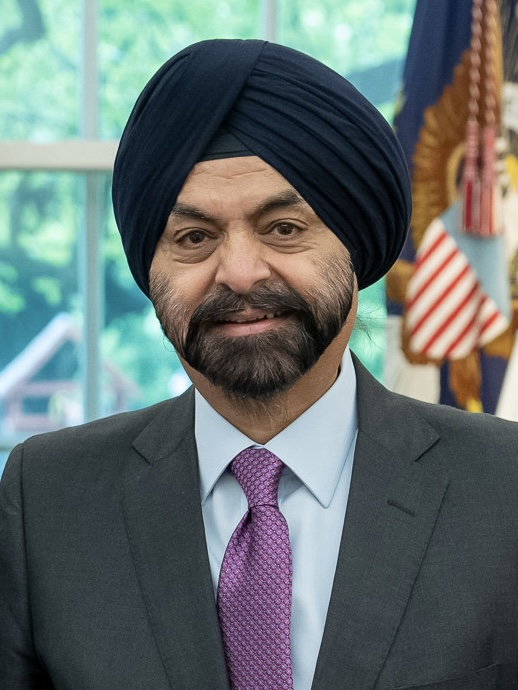
Banco Mundial Ajay Banga, Presidente
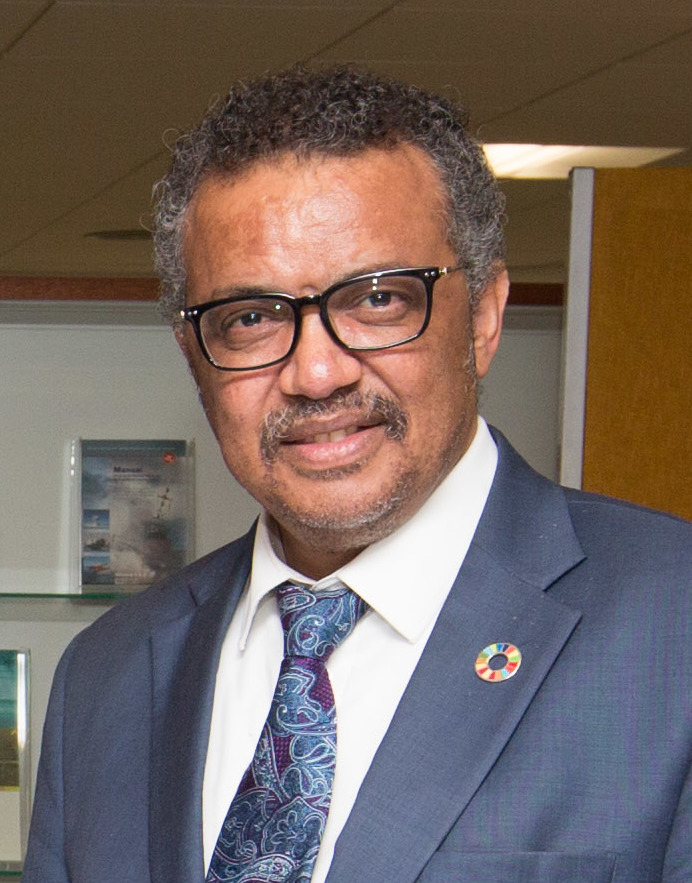
Organización Mundial de la Salud Tedros Adhanom, Director general
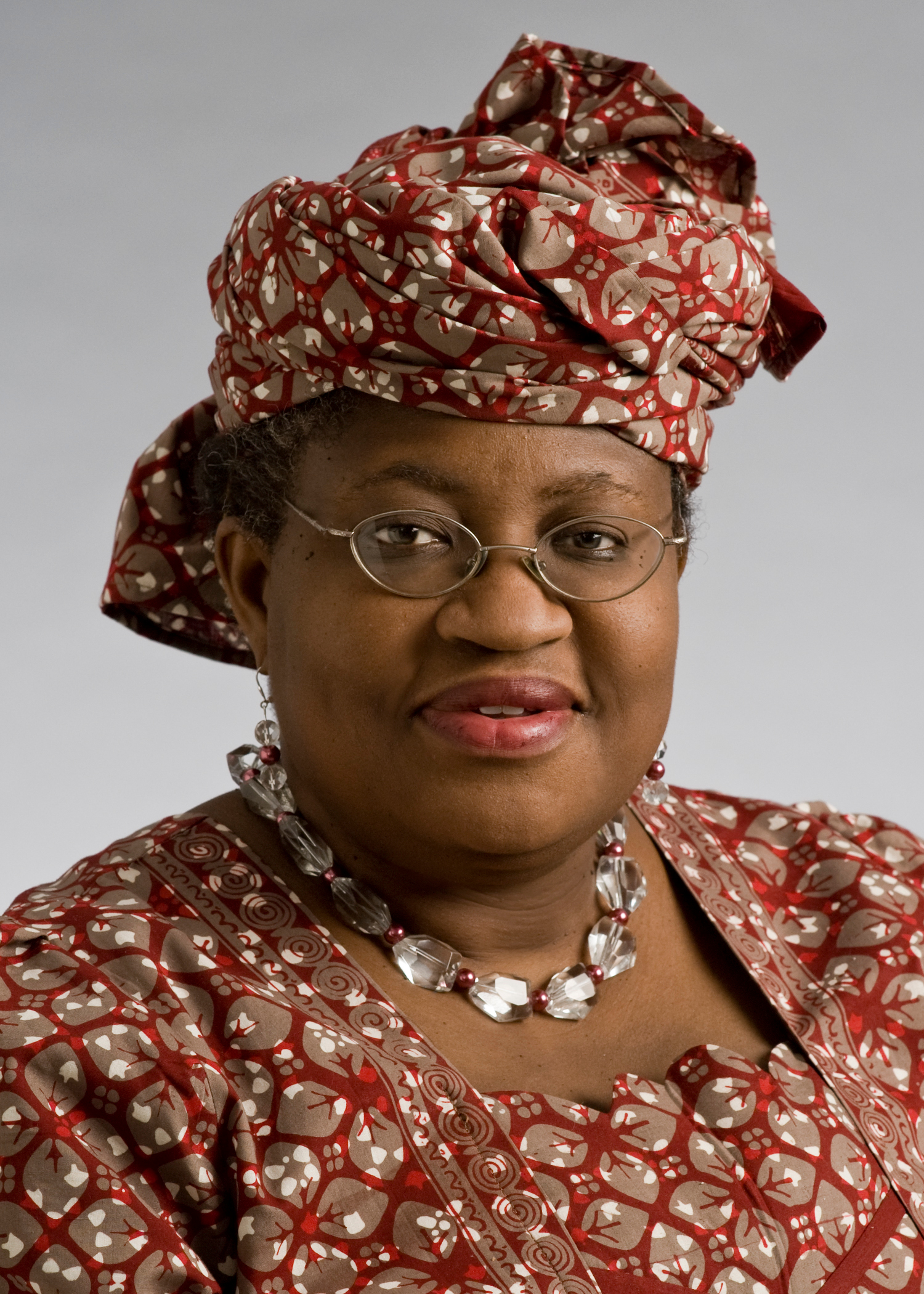
Organización Mundial del Comercio Ngozi Okonjo-Iweala, Directora general